# Spiromoelleria
Spiromoelleria is een geslacht van weekdieren uit de klasse van de Gastropoda (slakken).

## Soorten
- Spiromoelleria kachemakensis Baxter & McLean, 1984
- Spiromoelleria quadrae (Dall, 1897)